# محمود بن أمين العظمة
محمود العظمة (توفي سنة 1919م) بن أمين بن محمد بن إسماعيل بن إبراهيم بن إسماعيل باشا بن محمد بك بن حمدان بن حسين بن موسى بن محمد بن حسن بك آل العظمة.
تقول المستشرقة ليندا شيلشر: ويلوح أن آل العظمة -شأنهم شأن كثير من التجار- قد بدؤوا بتوظيف أموالهم في الزراعة في السبعينات. وقد أصاب محمود العظمة (ت1919\20) نجاحا كبيرا في هذا المجال. وهكذا تحسنت أوضاعهم وأصبحوا على جانب عظيم من الثراء في مطلع القرن العشرين.